# Lijst van personen overleden in april 2011
Dit is een lijst van personen die zijn overleden in april 2011.

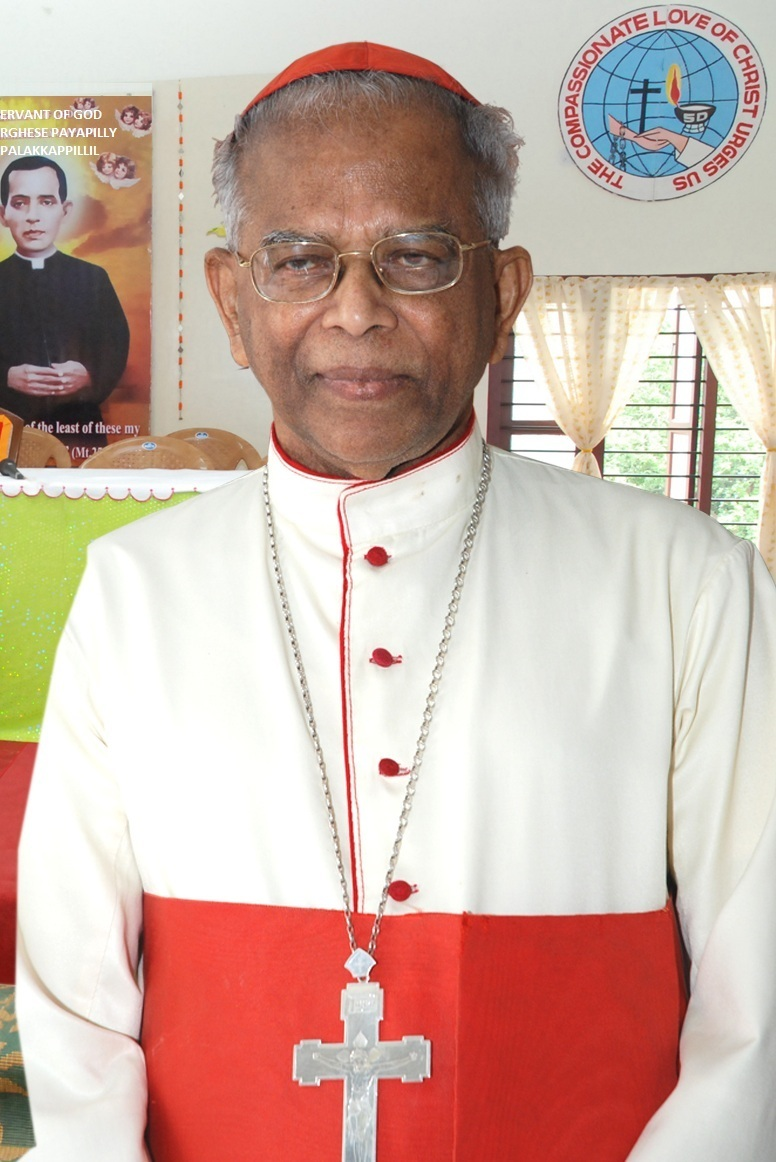
Varkey Vithayathil
1 april

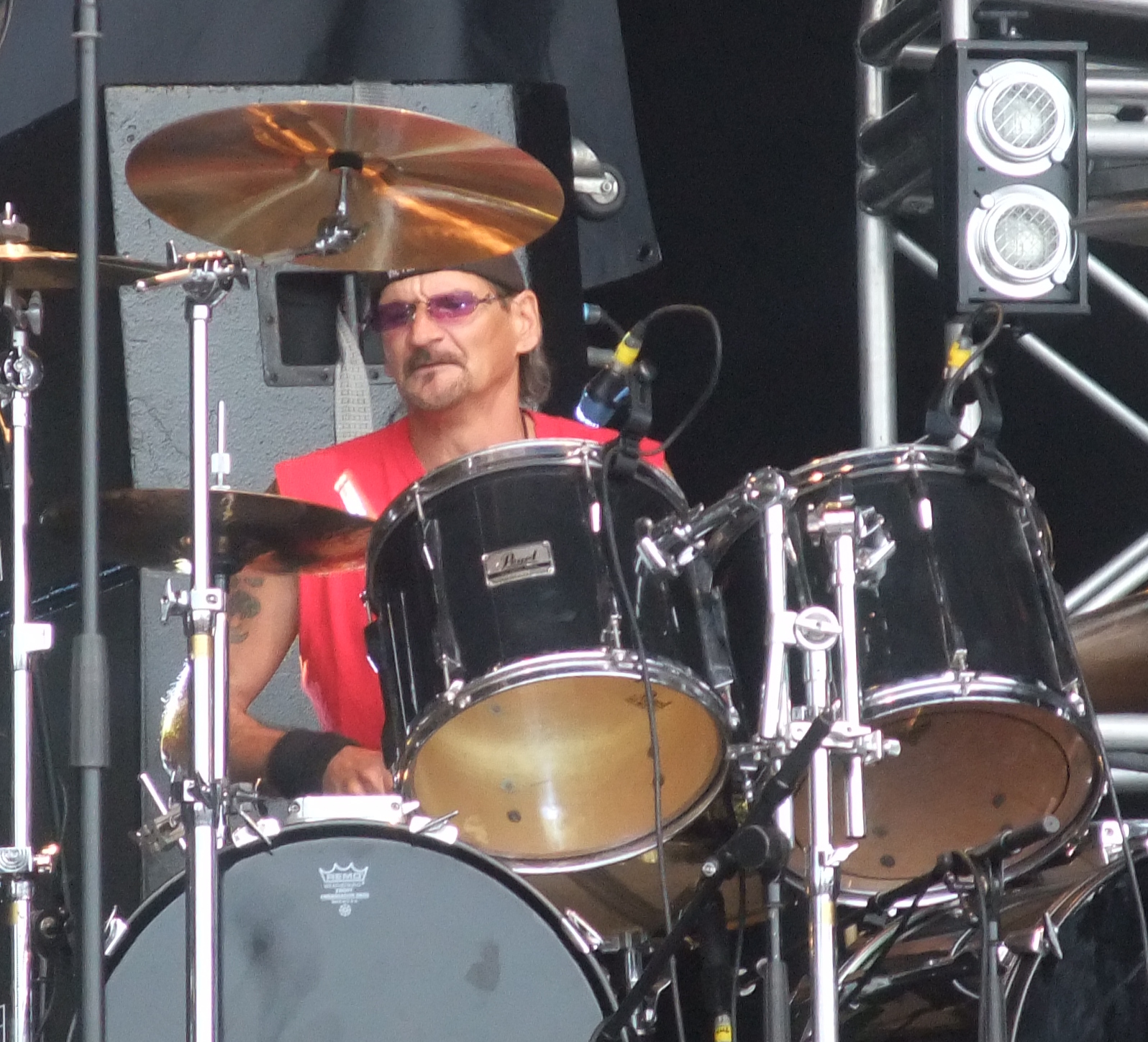
Scott Columbus
4 april

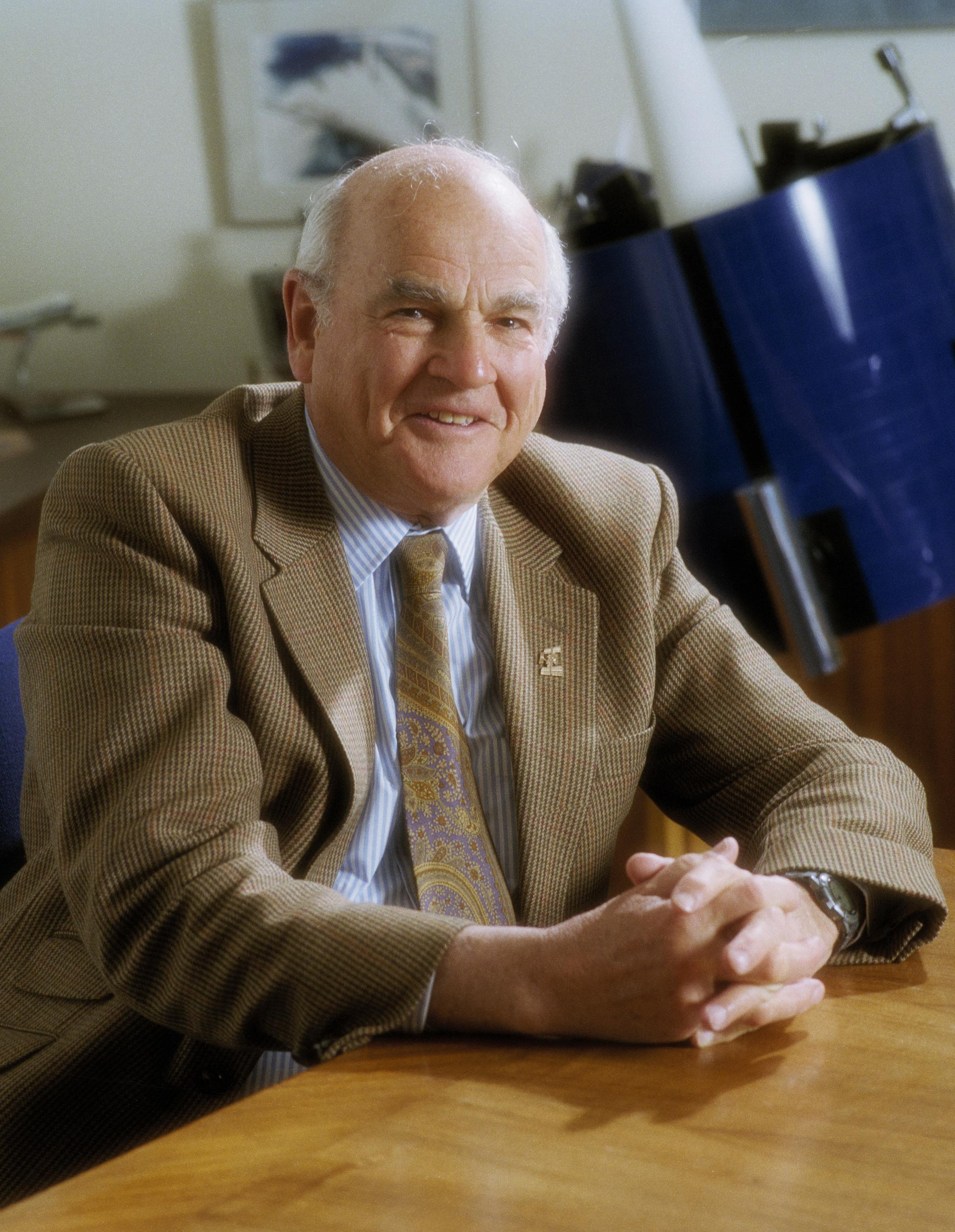
Baruch Samuel Blumberg
5 april

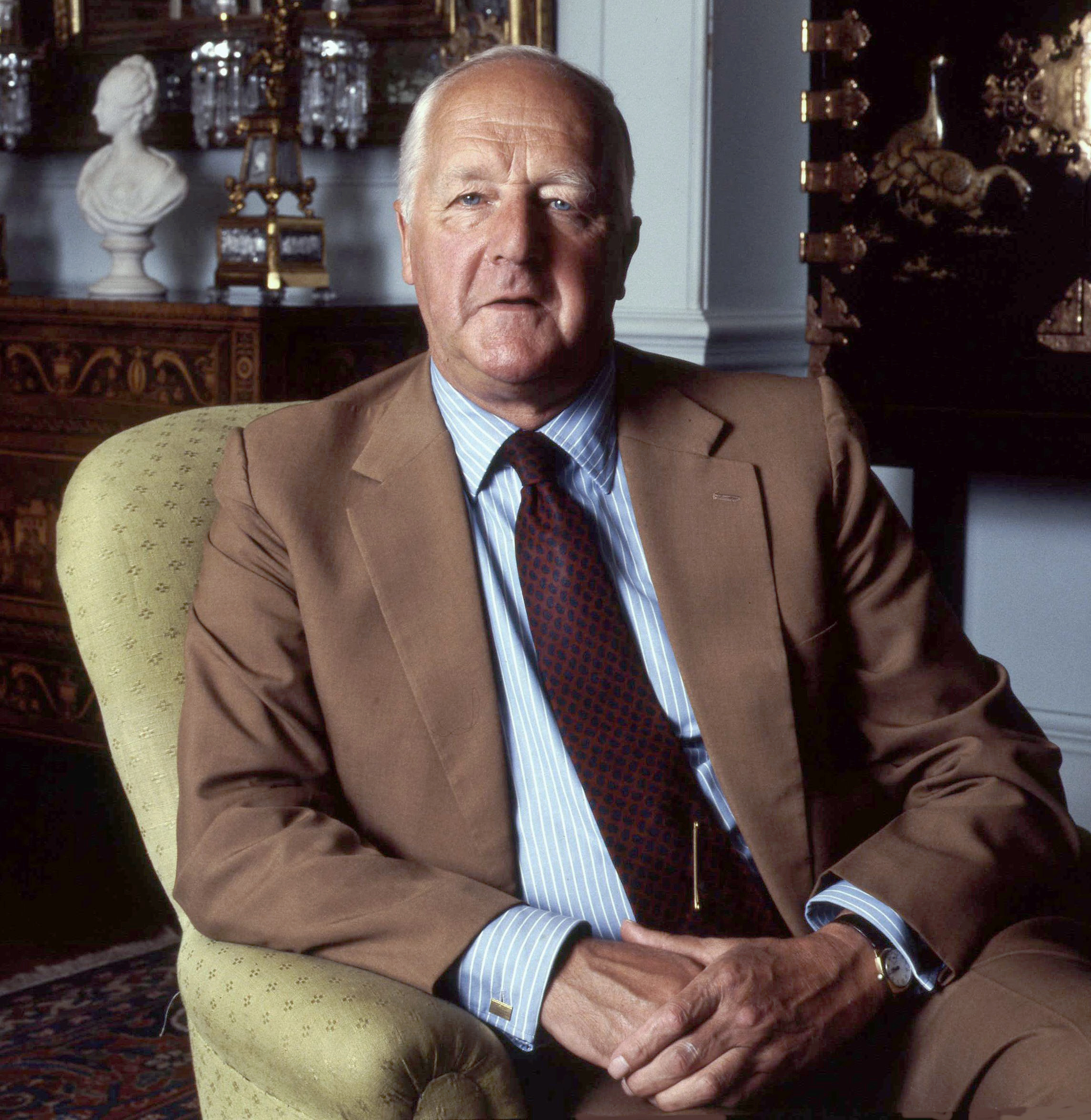
Hugh FitzRoy
7 april

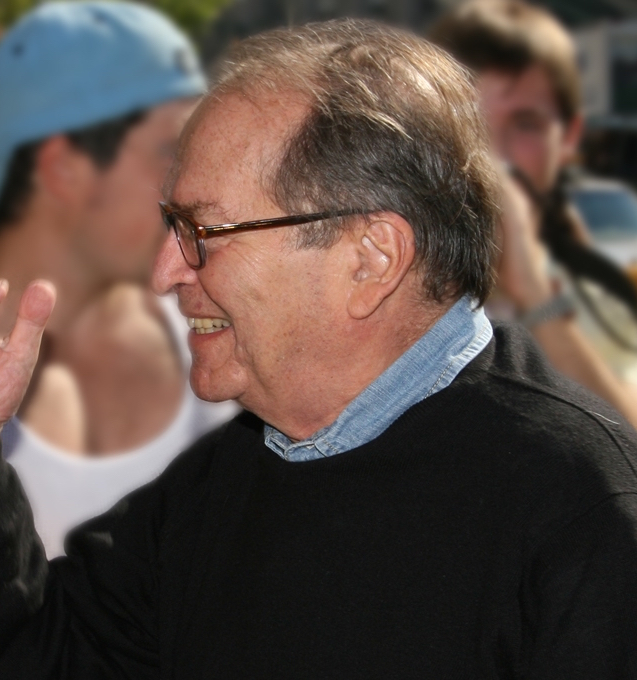
Sidney Lumet
9 april

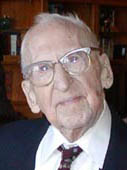
Walter Breuning
14 april

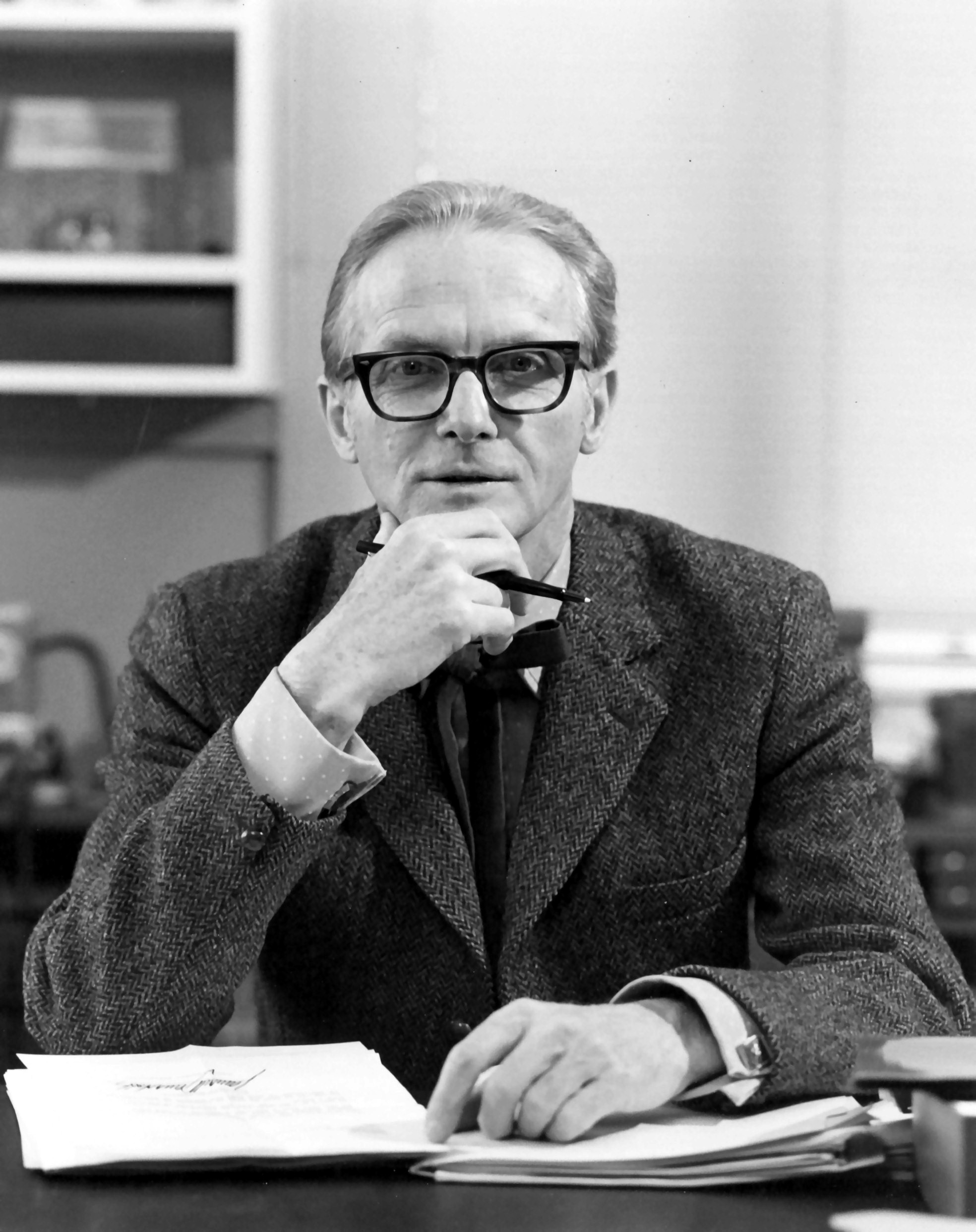
William Lipscomb
14 april

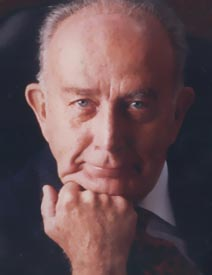
William Donald Schaefer
18 april

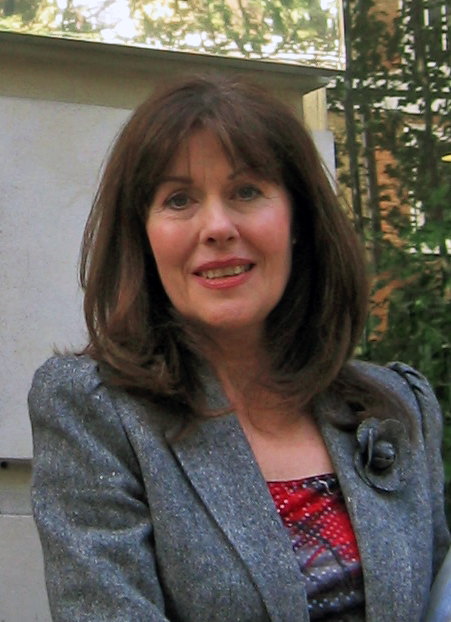
Elisabeth Sladen
19 april

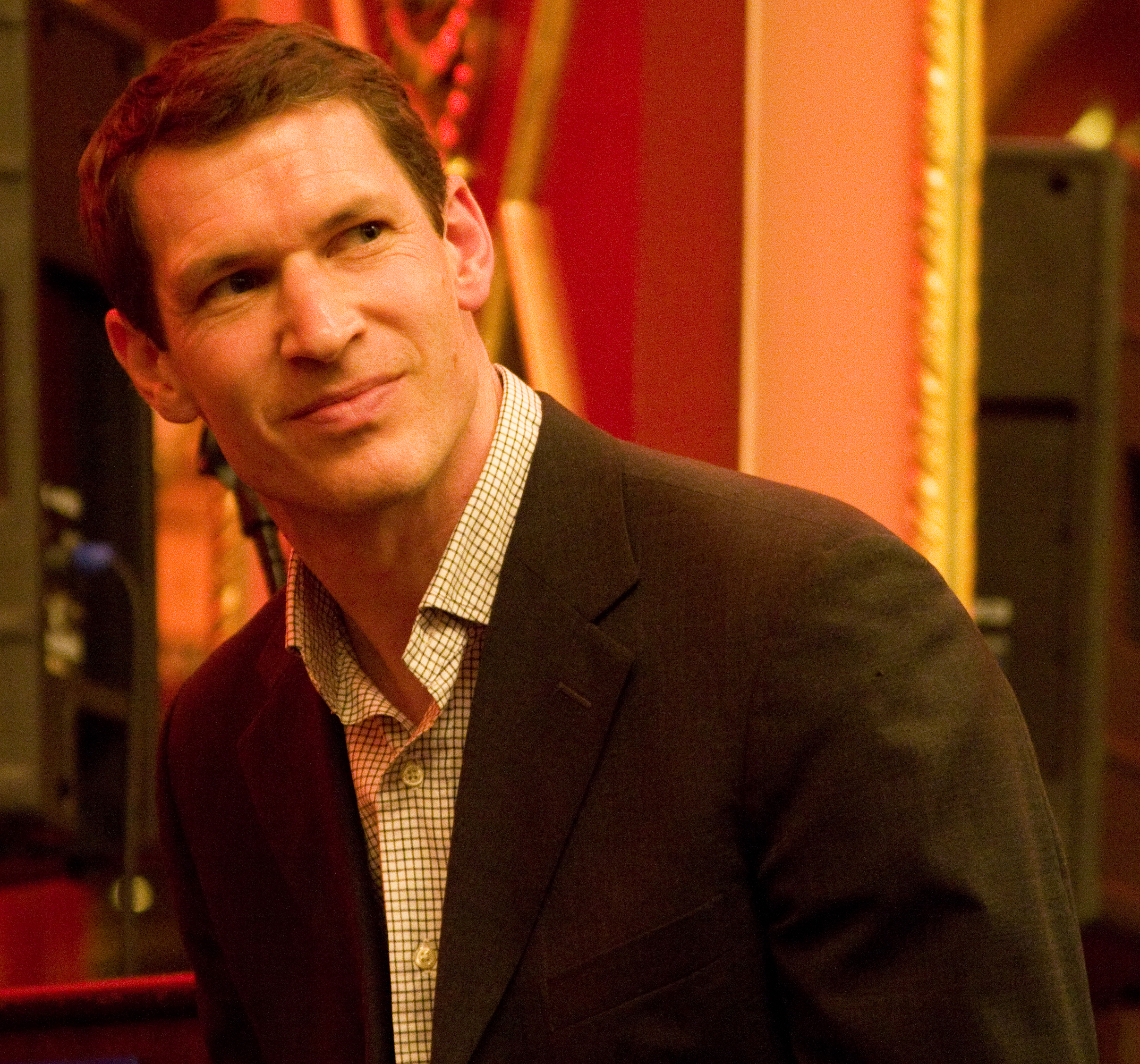
Tim Hetherington
20 april

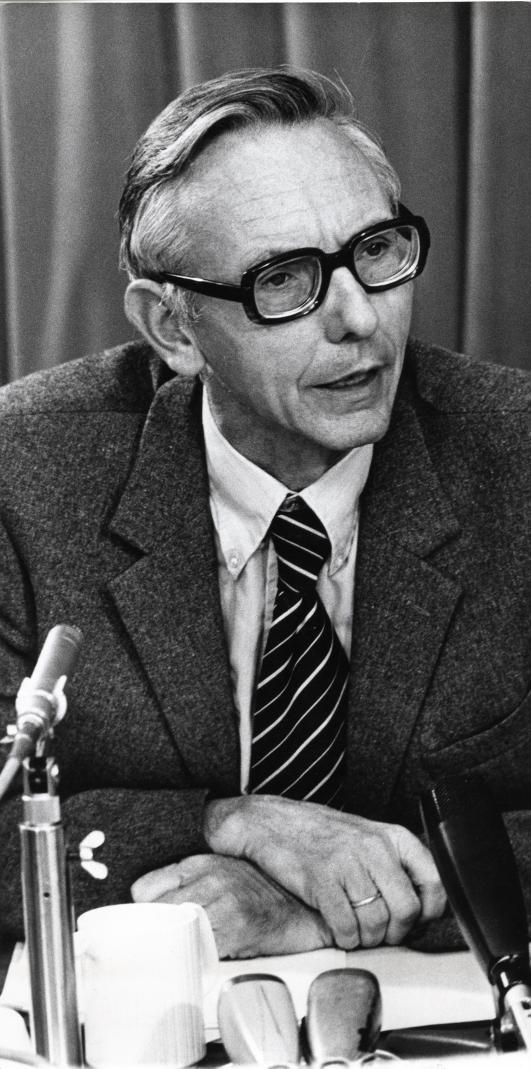
Max van der Stoel
23 april

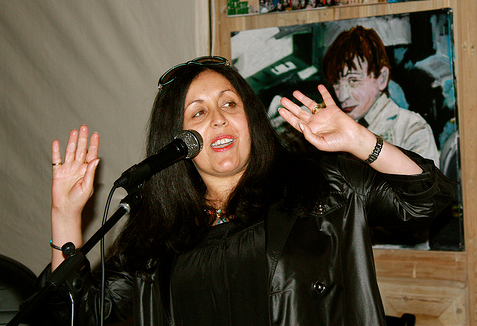
Poly Styrene
25 april

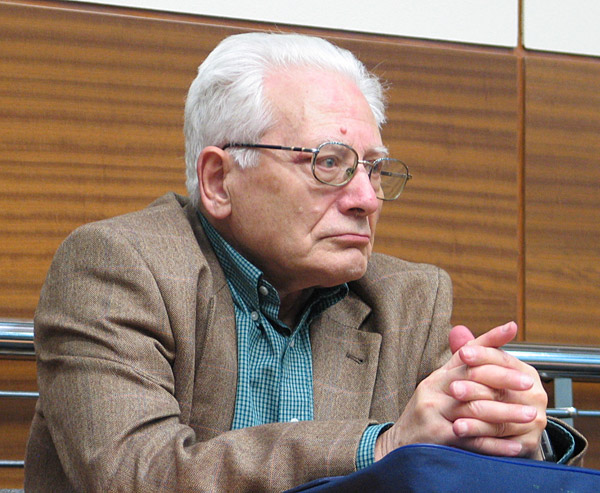
Igor Kon
27 april

| 1 | 2 | 3 | 4 | 5 | 6 | 7 | 8 | 9 | 10 | 11 | 12 | 13 | 14 | 15 | 16 | 17 | 18 | 19 | 20 | 21 | 22 | 23 | 24 | 25 | 26 | 27 | 28 | 29 | 30 |
| - | - | - | - | - | - | - | - | - | -- | -- | -- | -- | -- | -- | -- | -- | -- | -- | -- | -- | -- | -- | -- | -- | -- | -- | -- | -- | -- |

### 1 april
- Varkey Vithayathil (83), Indiaas aartsbisschop van de Syro-Malabar-katholieke Kerk en kardinaal[1]

### 2 april
- Jef Burm (87), Belgisch acteur, cabaretier en zanger[2]
- Romeo Venturelli (72), Italiaans wielrenner
- Piet Zonneveld (83), Nederlands dirigent en accordeonist[3]

### 3 april
- Selwyn Goldsmith (78), Brits architect[4]
- Kevin Jarre (56), Amerikaans acteur, filmproducer en tekstschrijver[5]
- Piet Leegwater (78), Nederlands basketbalscheidsrechter en -commissaris[6]
- Calvin Russell (62), Amerikaans zanger, gitarist en songwriter[7]
- Gustavo Sondermann (28), Braziliaans coureur[8]

### 4 april
- John Adler (51), Amerikaans politicus[9]
- Scott Columbus (54), Amerikaans drummer[10]
- Jane Gregory (51), Engels amazone en Olympisch deelneemster[11]
- Frank Kooman (81), Nederlands poppenspeler en musicus[12]
- Juliano Mer-Khamis (52), Israëlisch acteur en activist[13]
- Toon Nijssen (92), Nederlands voetballer[14]
- Witta Pohl (73), Duits actrice[15]

### 5 april
- Baruch Samuel Blumberg (85), Amerikaans medicus en Nobelprijswinnaar[16]
- Anton Hammerl (42), Zuid-Afrikaans fotograaf[17]
- Ange-Félix Patassé (74), voormalig president van de Centraal-Afrikaanse Republiek[18]

### 6 april
- Thøger Birkeland (89), Deens leraar en jeugdauteur[19]
- Dirk Frieling (73), Nederlands stedenbouwkundige, een van de grondleggers van Almere en hoogleraar[20]
- Johnny Morris (87), Engels voetballer[21]
- Gerard van Straaten (86), Nederlands illustrator en striptekenaar[22]
- Sujatha (58), Indiaas actrice[23]

### 7 april
- Bruce Cowan (85), Australisch politicus[24]
- Hugh FitzRoy (92), Brits hertog[25]
- Russ Ohlson (66), Amerikaans fotograaf[26]
- Hedzer Rijpstra (91), Nederlands burgemeester en commissaris van de Koningin in Friesland[27]
- Bill Varney (77), Amerikaans oscarwinnaar[28]

### 8 april
- Daniel Catán (62), Mexicaans componist[29]
- Jiri Skoupil (46), Tsjechisch rallypiloot[30]
- Craig Thomas (68), Welsh thrillerauteur[31]
- Elena Zuasti (75), Uruguayaans actrice[32]

### 9 april
- Pierre Celis (86), Belgisch bierbrouwer[33]
- Sidney Lumet (86), Amerikaans filmregisseur[34]
- Piet Verhoef (83), Nederlands burgemeester[35]
- Yolande Palfrey (54), Brits actrice[36]

### 10 april
- Johann Hatzl (68), Oostenrijks politicus[37]
- Olivier O. Olivier (80), Frans schilder[38]
- Michail Roesjajev (46), Russisch voetballer[39]
- Phil Solomon (87), Brits impresario en zakenman[40]
- Ernest Vaast (88), Frans voetballer[41]
- Stephen Watson (56), Zuid-Afrikaans dichter[42]

### 11 april
- Johan Beuvink (72), Nederlands voetballer[43]
- Lewis Binford (80), Amerikaans archeoloog[44]
- John D'Orazio (55), Australisch politicus[45]
- La Esterella (91), Belgisch zangeres[46]
- Lacy Gibson (74), Amerikaans bluesmuzikant[47]
- Billy Gray (83), Engels voetballer[48]
- Andrei Mutulescu (23), Roemeens voetballer[49]
- Angela Scoular (65), Brits actrice[50]
- Robert Strating (50), Nederlandse instrumentalist, componist, pianist en producer[51]

### 12 april
- Luis Benedit (73), Argentijns schilder[52]
- Ronnie Coyle (46), Schots voetballer[53]
- Jānis Polis (72), Lets farmacoloog[54]
- Désiré Asségnini Tagro (52), Ivoriaans politicus[55]

### 13 april
- Abdul Ghani (?), Afghaans leider al-Qaeda[56]
- Hunter Bryce (30), Amerikaans pornoactrice[57]
- Jean-Claude Darnal (81), Frans zanger[58]
- Muanamosi Matumona (45), Angolees journalist[59]
- Klaus Zachert (68), Duits politicus[60]

### 14 april
- Trevor Bannister (76), Brits acteur[61]
- Walter Breuning (114), oudste man ter wereld[62]
- William Lipscomb (91), Amerikaans chemicus en Nobelprijswinnaar voor de Scheikunde[63]
- Louis Tas (91), Nederlands psychiater en schrijver[64]

### 15 april
- Hélio Gueiros (85), Braziliaans politicus[65]
- Vincenzo La Scola (53), Italiaans operazanger[66]

### 16 april
- Allan Blakeney (85), Canadees politicus[67]
- Chinesinho (76), Braziliaans voetballer[68]
- Bijan Pakzad (67), Amerikaans-Iraans modeontwerper[69]

### 17 april
- Eric Gross (84), Australisch componist[70]
- Luzia Hartsuyker-Curjel (85), Nederlands-Duits architect[71]
- Michael Sarrazin (70), Canadees acteur[72]

### 18 april
- Olubayo Adefemi (25), Nigeriaans voetballer[73]
- Mason Rudolph (76), Amerikaans golfer[74]
- Giovanni Saldarini (86), Italiaans geestelijke[75]
- William Donald Schaefer (89), Amerikaans politicus[76]

### 19 april
- Elisabeth Sladen (63), Brits actrice[77]
- Grete Waitz (57), Noors atlete[78]

### 20 april
- Allan Brown (84), Schots voetballer en voetbalcoach[79]
- Madelyn Pugh Davis (90), Amerikaans televisiemaakster[80]
- Tim Hetherington (40), Brits cameraman en (oorlogs)fotograaf[81]
- Chris Hondros (41), Amerikaans oorlogsfotograaf genomineerd voor de Pulitzerprijs[81]
- Hubert Schlafly (91), Amerikaans uitvinder van de autocue[82]
- Gerard Smith (34), Amerikaans basgitarist van TV on the Radio[83]

### 21 april
- Tine Halkes (90), Nederlands hoogleraar en theologe[84]
- Yoshiko Tanaka (55), Japans actrice[85]

### 22 april
- Wiel Coerver (86), Nederlands voetballer en voetbaltrainer[86]
- Hazel Dickens (75), Amerikaans folkzangeres, songwriter en muzikante[87]

### 23 april
- Koos Idenburg (85), Nederlands sportbestuurder
- Peter Kiprotich (32), Keniaans atleet[88]
- Norio Oga (81), Japans bedrijfsleider[89]
- Max van der Stoel (86), Nederlands politicus en diplomaat[90]
- Marlon Stuart ("Turbo") (42), Surinaams danser[91]
- Dutch Tilders (69), Nederlands-Australisch bluesmuzikant[92]
- Stephen Westmaas (39), Surinaams komiek, muzikant en presentator[93]

### 24 april
- Nawang Gombu (79), Tibetaans Sherpa[94]
- Madame Nhu (87), voormalig first lady van Zuid-Vietnam[95]
- Marie-France Pisier (66), Frans actrice[96]
- Sathya Sai Baba (84), Indiaas goeroe[97]

### 25 april
- Ira Cohen (76), Amerikaans kunstenaar[98]
- Poly Styrene (53), Brits muzikante[99]
- Gonzalo Rojas (93), Chileens dichter[100]

### 26 april
- Eugène Berode (80), Vlaams taalkundige[101]
- Eddy van der Enden (82), Nederlands cameraman[102]
- Gea Rexwinkel (40), Nederlands zangeres[103]
- Phoebe Snow (60), Amerikaans zangeres, songwriter en gitarist[104]

### 27 april
- Igor Kon (82), Russische psycholoog[105]
- Marian Mercer (75), Amerikaans actrice[106]
- Pieter de Monchy (94), Nederlands beeldhouwer en tekenaar[107]
- Paul Steinweg (93), Nederlands burgemeester[108]
- Anita Välkki (84), Fins operazangeres[109]
- Willem Albert Wagenaar (69), Nederlands psycholoog[110]
- David Wilkerson (79), Amerikaans voorganger, evangelist en schrijver van christelijke boeken[111]

### 28 april
- William Campbell (87), Amerikaans acteur[112]
- Erhard Loretan (52), Zwitsers bergbeklimmer[113]
- Willie O'Neill (70), Schots voetballer[114]

### 29 april
- Jacqueline Langen (46), Nederlands judoka[115]
- Joanna Russ (74), Amerikaans sciencefictionschrijfster[116]

### 30 april
- Tom King (68), Amerikaans rockgitarist en componist[117]
- Ernesto Sábato (99), Argentijns schrijver[118]
- Lakis Santas (89), Grieks verzetsheld[119]
- Eddie Turnbull (88), Schots voetballer[120]
- Saif al-Arab al-Qadhafi (29), zoon van Moammar al-Qadhafi[121]

### Datum onbekend
- Yvette Vickers (±82), Amerikaans actrice (dood gevonden op 27 april 2011, mogelijk al overleden in 2010)

1900 ·
1901 ·
1902 ·
1903 ·
1904 ·
1905 ·
1906 ·
1907 ·
1908 ·
1909 ·
1910 ·
1911 ·
1912 ·
1913 ·
1914 ·
1915 ·
1916 ·
1917 ·
1918 ·
1919 ·
1920 ·
1921 ·
1922 ·
1923 ·
1924 ·
1925 ·
1926 ·
1927 ·
1928 ·
1929 ·
1930 ·
1931 ·
1932 ·
1933 ·
1934 ·
1935 ·
1936 ·
1937 ·
1938 ·
1939 ·
1940 ·
1941 ·
1942 ·
1943 ·
1944 ·
1945 ·
1946 ·
1947 ·
1948 ·
1949 ·
1950 ·
1951 ·
1952 ·
1953 ·
1954 ·
1955 ·
1956 ·
1957 ·
1958 ·
1959 ·
1960 ·
1961 ·
1962 ·
1963 ·
1964 ·
1965 ·
1966 ·
1967 ·
1968 ·
1969 ·
1970 ·
1971 ·
1972 ·
1973 ·
1974 ·
1975 ·
1976 ·
1977 ·
1978 ·
1979 ·
1980 ·
1981 ·
1982 ·
1983 ·
1984 ·
1985 ·
1986 ·
1987 ·
1988 ·
1989 ·
1990 ·
1991 ·
1992 ·
1993 ·
1994 ·
1995 ·
1996 ·
1997 ·
1998 ·
1999 ·
2000 ·
2001 ·
2002 ·
2003 ·
2004 ·
2005 ·
2006 ·
2007 ·
2008 ·
2009 ·
2010 ·
2011 ·
2012 ·
2013 ·
2014 ·
2015 ·
2016 ·
2017 ·
2018 ·
2019 ·
2020 ·
2021 ·
2022 ·
2023 ·
2024 ·
2025